# 迈克·戴尔·毕比

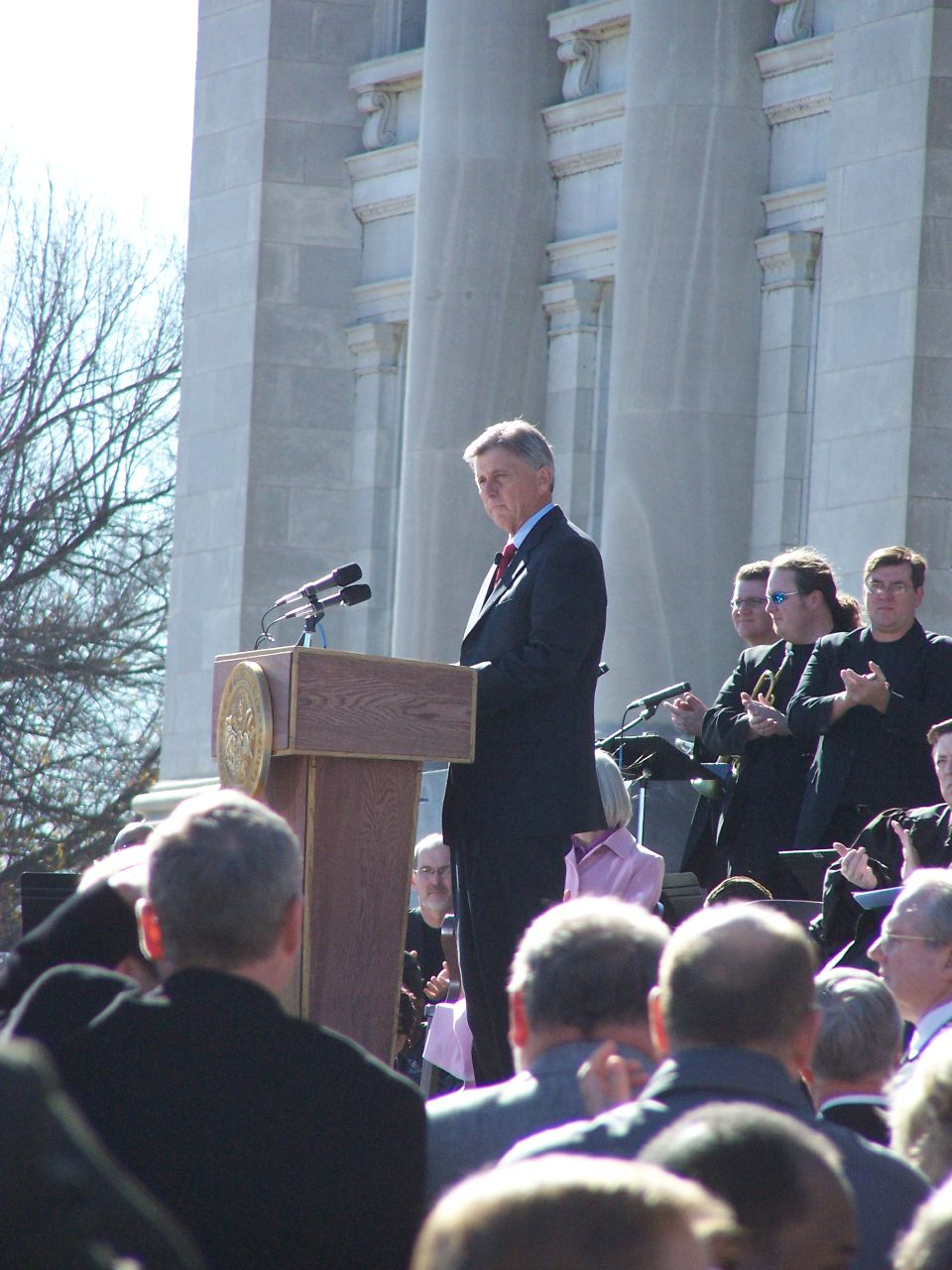
迈克·毕比(中)

迈克·戴尔·毕比（Mike Dale Beebe，1946年12月28日—）是一位美国律师、政治人物，美国民主党籍，曾任阿肯色州州长。

## 生平
1946年出生於阿肯色州東北部一個小鎮阿马贡，靠任職侍應的母親獨力養大，並曾居住於底特律、芝加哥、休士頓等地。1968年於阿肯色州立大學取得政治科學學士，並於1972年於阿肯色大學取得法律學士學位。
1982年他當選為該州參議員，此後擔任議員職務長達20年。2003年至2007年間畢比出任阿肯色州檢察總長，2005年6月14日他宣佈代表民主黨參加2006年底州長選舉，最後以55%得票率順利當選，並於2010年底以64%得票率順利連任。